# Gerichtsbezirk Franz
Der Gerichtsbezirk Franz (slowenisch: sodni okraj Vransko) war ein dem Bezirksgericht Fransko unterstehender Gerichtsbezirk im Bundesland Steiermark. Er umfasste Teile des politischen Bezirks Cilli (Celje) und wurde 1919 dem Königreich Jugoslawien zugeschlagen.

## Geschichte
Der Gerichtsbezirk Franz wurde durch eine 1849 beschlossene Kundmachung der Landes-Gerichts-Einführungs-Kommission geschaffen und umfasste ursprünglich die acht Gemeinden Burgdorf, Franz, Fraßlau, Gomilsko/Weissenburg, Heilenstein, Maria Riegg, St. Georgen bei Tabor und St. Hieronymi.
Der Gerichtsbezirk Franz bildete im Zuge der Trennung der politischen von der judikativen Verwaltung
ab 1868 gemeinsam mit den Gerichtsbezirken Cilli, Gonobitz, Oberburg, Sankt Marein bei Erlachstein und Tüffer den Bezirk Cilli.
Der Gerichtsbezirk wies 1890 eine anwesende Bevölkerung von 10.476 Personen auf, wobei 10.374 Menschen Slowenisch und 71 Menschen Deutsch als Umgangssprache angaben.
1910 wurden für den Gerichtsbezirk 11.234 Personen ausgewiesen, von denen 11.015 Slowenisch (98,1 %) und 117 Deutsch (1,0 %) sprachen.
Durch die Grenzbestimmungen des am 10. September 1919 abgeschlossenen Vertrages von Saint-Germain wurde der Gerichtsbezirk Franz zur Gänze dem Königreich Jugoslawien zugeschlagen.

## Gerichtssprengel
Der Gerichtssprengel Cilli umfasste im Jahr 1910 kurz vor seiner Auflösung die neun Gemeinden Braslovče (Fraßlau), Gomilsko (Gomilsko/Weissenburg), Granjska Vas (Burgdorf), Polzela (Heilenstein), Marija Reka (Maria Riek), Prekopa (Prekop), Sveti Jeronim (Sankt Hieronimi), Svetij Jurij ob Taboru (Sankt Georg am Tabor) und Vransko (Franz).